# Orde van de Eer (Turkije)
De Verheven Orde van de Eer (Turks: "Nishani Imtiyaz" of "Nishan-Imtiaz"), werd tijdens de regering van sultan 'Abdu'l-Majid Khan I (1839-1861) gesticht. Op 17 december 1878 heeft sultan 'Abdu'l-Hamid Khan II de enigszins in vergetelheid en onbruik geraakte orde nieuw leven ingeblazen door nieuwe benoemingen te doen. Er zijn voor zover bekend geen statuten vastgesteld.

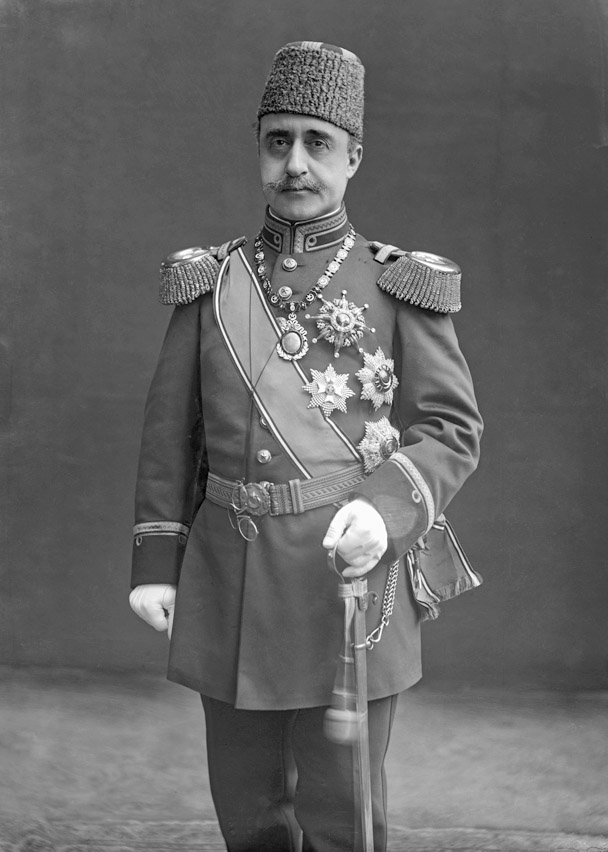
Misschien is de grote ster de ster van de Orde van de Eer

Deze orde werd tijdens de regeringen van Abdülmecit (1839-1861) en Abdülaziz (1861-1876) in een enkele graad verleend. In het Topkapi-paleis zijn meerdere kleinoden van deze orde met de gekalligrafeerde handtekening, de tughra van Abdülmecit bewaard. Kleinoden met de tughra van Abdülaziz zijn zeldzaam. In het Topkapi is er maar één in de collectie voorhanden. In de gesloten wereld van het Ottomaanse keizerlijk paleis bleef veel verborgen, we weten dan ook niet veel over deze orde en bronnen spreken elkaar tegen.
De orde werd voor verdienste als ambtenaar of militair toegekend. Dames konden niet worden onderscheiden en op deze regel zijn geen uitzonderingen gemaakt. Na de dood van de gedecoreerde mochten de erven het kostbare versiersel houden.
Op een in 1911 gemaakte foto draagt de Ottomaanse kroonprins, prins Yusuf Izzedidin (1857-1916), de oudste zoon van Abdülaziz (1861-1876), een grote ster die werd geïdentificeerd als de ster van de Orde van de Eer.
In 1879 werd een nieuwe ridderorde, men kan van een huisorde van het Huis der Osmani spreken, de Hoge Orde van de Eer (Turks: "Nishani Ali Imtiya") ingesteld door sultan Abdulhamid II. De versierselen en draagwijze zijn zo verschillend dat men van een nieuwe orde kan spreken. Omdat in het autocratisch geregeerde Turkije van de sultans geen administratieve en staatsrechtelijke regelingen voor ridderorden bestonden, soms ontbreken de statuten volledig, is er over Turkse onderscheidingen veel onduidelijkheid.

## De medaille
De aan de orde verbonden medaille, de op 11 september 1883 ingestelde Medaille van de Orde van Eer, werd in zilver en goud verleend. De gouden medaille was de hoogste Osmaanse onderscheiding voor moed.

## De versierselen
Het kleinood is een zilveren ster met vijfendertig stralen. Rond het gouden centrale medaillon met daarop een plastisch weergegeven ster met de tughra is een rood geëmailleerde krans gelegd. Als verhoging is een met briljanten versierde ring gebruikt. Op de achterzijde van deze ring zaten twee ringetjes waarmee het kleinood op een lint kon worden vastgezet.
Het lint is rood met twee smalle groene strepen langs de randen.